# Telegatti 2003
La 20ª edizione del Gran Premio Internazionale dello Spettacolo si è tenuta a Milano, al Teatro Nazionale, il 15 maggio 2003. Conduttori della serata sono stati il presentatore Pippo Baudo, affiancato da Alessia Marcuzzi.
I premi sono assegnati alle trasmissioni andate in onda l'anno precedente alla cerimonia.

## Vincitori
I premi sono assegnati alle trasmissioni andate in onda l'anno precedente alla cerimonia. Di seguito vengono elencate le varie categorie di premi, e i vincitori (in grassetto). In corsivo i nominati.

### Personaggio femminile dell'anno
- Maria De Filippi
- Simona Ventura
- Michelle Hunziker

### Personaggio maschile dell'anno
- Claudio Bisio
- Gerry Scotti
- Fiorello

### Telegatto alla carriera
- A Ernest Borgnine
- A Lino Banfi (consegnato da Joseph Mascolo, Schae Harrison e Mick Cain)

### Trasmissione dell'anno
- Zelig Circus, Italia 1
- Amici di Maria De Filippi, Canale 5-Italia 1
- Striscia la notizia, Canale 5

### Miglior film TV
- Il papa buono - Giovanni XXIII, Canale 5
- Papa Giovanni - Ioannes XXIII, Rai 1
- Ferrari, Canale 5

### Miglior telefilm
- C.S.I. - Scena del crimine, trasmesso su Italia 1
- Casa Vianello, Canale 5
- E.R. - Medici in prima linea, trasmesso su Rai 2

### Miglior fiction TV
- Distretto di Polizia 3, Canale 5
- Carabinieri, Canale 5
- Il commissario Montalbano, Rai 1

### Miglior reality show
- Amici di Maria De Filippi, Canale 5-Italia 1
- C'è posta per te, Canale 5
- Chi l'ha visto?, Rai 3
- Grande Fratello 3, Canale 5

### Premio TV utile
- Mi manda Raitre, Rai 3
- Elisir, Rai 3
- Forum, Rete 4

### Miglior trasmissione di informazione e cultura
- TG5, Canale 5
- La macchina del tempo, Rete 4
- Geo & Geo, Rai 3

### Miglior trasmissione di giochi e quiz TV
- Passaparola, Canale 5
- Chi vuol essere milionario?, Canale 5
- L'eredità, Rai 1

### Evento in TV
- Gran Premio Internazionale della TV 2002, Canale 5 (premio consegnato al conduttore Pippo Baudo)
- 53º Festival di Sanremo, Rai 1
- L'Ultimo del Paradiso, Rai 1

### Miglior talk show
- Ballarò, Rai 3
- Maurizio Costanzo Show, Canale 5
- Porta a porta, Rai 1

### Miglior trasmissione di satira TV
- Striscia la notizia, Canale 5
- Le Iene, Italia 1
- Zelig Circus, Italia 1

### Miglior trasmissione di varietà
- Stasera pago io, Rai 1
- Buona Domenica, Canale 5
- La Corrida, Canale 5

### Miglior soap opera
- Centovetrine, Canale 5
- Vivere, Canale 5
- Beautiful, trasmesso su Canale 5

### Miglior trasmissione musicale
- Io non mi sento italiano: omaggio a Giorgio Gaber, Rete 4
- Top of the Pops, Rai 2
- Festivalbar 2002, Italia 1

### Miglior trasmissione sportiva
- Controcampo, Italia 1
- 90º minuto, Rai 1
- La Domenica Sportiva, Rai 2

### Miglior trasmissione per ragazzi
- Art Attack, Rai 2
- Disney Club, Rai 2
- 45º Zecchino d'Oro, Rai 1

### Premio speciale
- A Susan Sarandon, per il cinema in TV

### Lettore di TV Sorrisi e Canzoni
- Alla signora Ornella Casadio Lombini

## Statistiche emittente/vittorie
- Rai 1   1 premio
- Rai 2   1 premio
- Rai 3    2 premi

Totale Rai: 4 Telegatti
- Canale 5   7 premi
- Italia 1      4 premi
- Rete 4     1 premio

Totale Mediaset: 12 Telegatti

## Un anno di TV in due minuti
Il video d'apertura di questa edizione con il meglio della televisione 2002/2003 è accompagnato dalla canzone Aserejé delle Las Ketchup.